# Aquesta nit i sempre
Aquesta nit i sempre  (original: Tonight and Every Night) és una pel·lícula musical estatunidenca dirigida per Victor Saville, estrenada el 1945. Ha estat doblada al català.

## Argument
«The Music Box», music-hall londinenc, no falla en cap de les seves representacions encara que la ciutat estigui en ple període del Blitz. La troupe del «The Music Box» sobreviu tan bé com pot els assalts repetits de l'aviació alemanya. En una alerta en ple espectacle, artistes i espectadors es troben al subsòl. L'oficial Paul Lundy coneix aleshores una de les vedettes de la revista, Rosalind Bruce. La jove s'enamorarà de Paul amb gran desconcert d'un ballarí de la troupe, Tommy Lawson. Aquest serà consolat per Judy Kane, l'altra vedette de l'espectacle. Anunciant Rosalind i Paul el seu matrimoni i la seva marxa aviat, Tommy marxa a beure en un bar on Judy se li junta. En aquest moment la ciutat rep un raid aeri i el bar és completament destruït per una bomba.

## Repartiment
- Rita Hayworth: Rosalind Bruce
- Lee Bowman: Paul Lundy
- Janet Blair: Judy Kane
- Marc Platt: Tommy Lawson
- Leslie Brooks: Angela
- Professor Lamberti: Fred
- Dusty Anderson: Toni
- Stephen Crane: Leslie Wiggins
- Jim Bannon: El fotògraf
- Florence Bates: May Tolliver
- Shelley Winters: Bubbles
- Ernest Cossart: Sam Royce
- Philip Merivale: El Reverend Gerald Lundy

## Premis i nominacions

### Nominacions
- 1946: Oscar a la millor banda sonora per Marlin Skiles i Morris Stoloff
- 1946: Oscar a la millor cançó original per Jule Styne (música) i Sammy Cahn (lletra) per la cançó "Anywhere"